# Beynes (Alpes da Alta Provença)
Beynes é uma comuna francesa na região administrativa da Provença-Alpes-Costa Azul, no departamento dos Alpes da Alta Provença. Estende-se por uma área de 41,24 km². Em 2010 a comuna tinha 132 habitantes (densidade: 3,2 hab./km²).